# Chim lặn mỏ đen

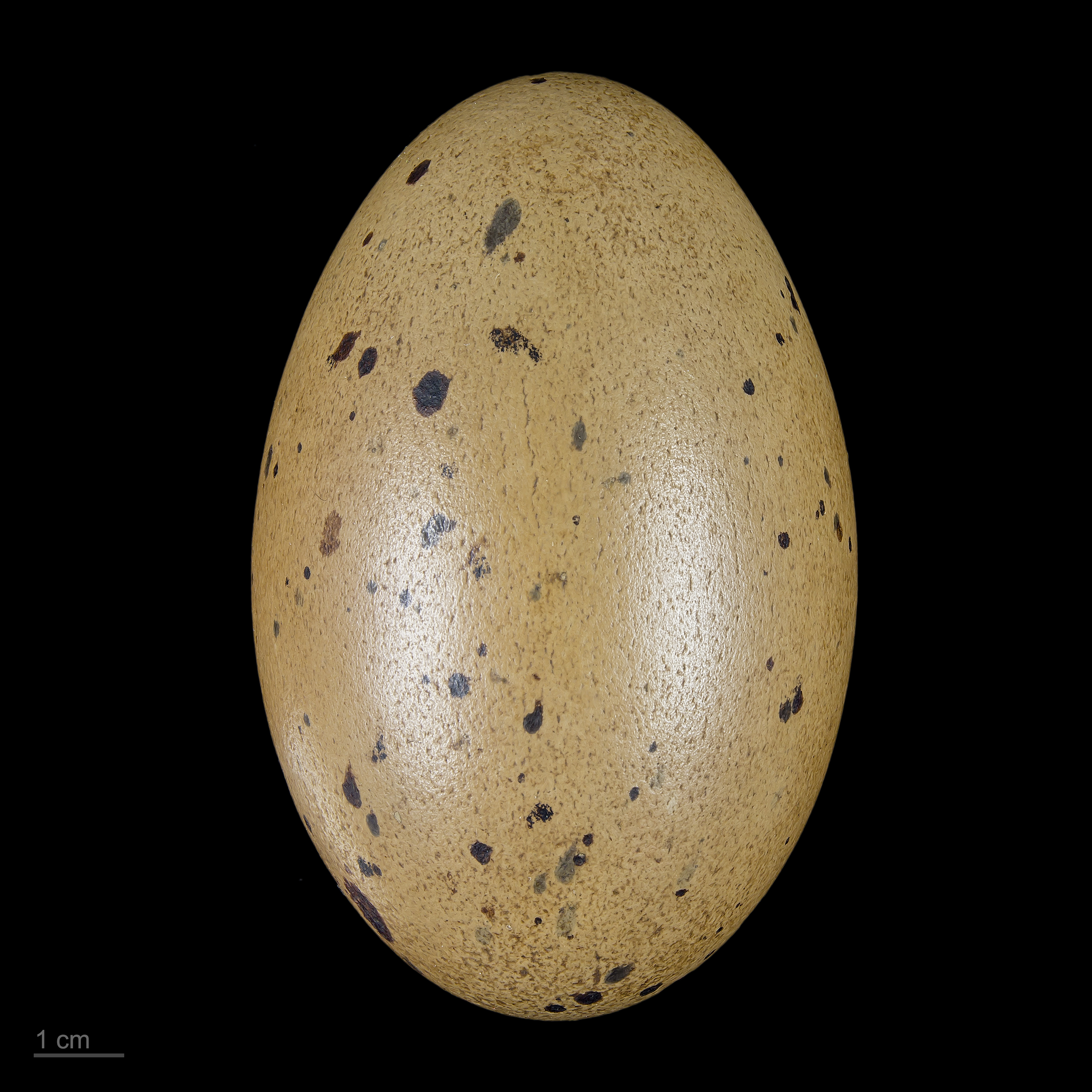
Gavia immer

Chim lặn mỏ đen hay chim lặn lớn phương bắc (danh pháp hai phần: Gavia immer), là một loài chim lặn lớn.

## Từ nguyên
Gavia là từ trong tiếng Latinh để chỉ "vịt mào biển" (mặc dù chim lặn không phải là vịt mào). Phần thứ hai trong tên khoa học, immer, có thể có liên quan tới các từ trong tiếng Thụy Điển immer và emmer, nghĩa là tro xám hay đen còn lại sau khi cháy, ám chỉ tới bộ lông của nó; hoặc liên quan tới từ trong tiếng Latinh immergo nghĩa là nhận chìm, hoặc immersus nghĩa là chìm xuống.

## Đặc trưng
Chim trưởng thành có thể dài tới 61–100 cm (24-40 inch) về chiều dài với sải cánh 122–152 cm (4–5 ft), hơi nhỏ hơn một chút so với chim lặn mỏ trắng ("chim lặn mỏ vàng"). Trọng lượng dao động trong khoảng từ 1,6 tới 8 kg (3,6 tới 17,6 pao). Trung bình một con chim lặn mỏ đen dài 81 cm (32 inch), sải cánh 136 cm (54 inch) và cân nặng khoảng 4,1 kg (9 pao).
Chim lặn mỏ đen sinh sản tại Canada, các khu vực tại miền bắc Hoa Kỳ, Greenland và Alaska. Có một quần thể nhỏ (khoảng 3.000 đôi) tại Iceland. Trong một số trường hợp chúng có thể sinh sản tới tận miền viễn bắc của Scotland. Thuần thục sinh dục khi đạt 2 năm tuổi, sống tới 20+ năm. Chim mái đẻ 1-3 trứng trong các ụ bùn đất và cây cỏ rỗng, gần với mặt nước. Cả chim bố lẫn chim mẹ đều xây tổ, ấp trứng và chăm sóc chim non. Mùa sinh sản từ tháng 5 trở đi, khi kết thúc lũ mùa xuân do băng tuyết tan.
Loài này trú đông tại các vùng duyên hải hay trên các hồ lớn tại một khu vực rộng lớn hơn, bao gồm vùng duyên hải phía tây châu Âu và đảo Anh cũng như tại tây và tây nam Bắc Mỹ.
Chim trưởng thành khi vào mùa sinh sản có bộ lông với đầu đen, bụng trắng, lớp lông phủ lưng và hông màu đen-trắng hình bàn cờ. Bộ lông khi không phải mùa sinh sản có màu hơi nâu, với cằm và trước cổ màu trắng. Mỏ màu lam-đen, nằm ngang. Màu và tư thế của mỏ là đặc điểm phân biệt với chim lặn mỏ trắng.
Loài này, giống như mọi loài chim lặn khác, là chuyên gia ăn cá, chúng có thể lặn sâu tới 60 m (200 feet) khi săn mồi. Các loại thức ăn nước ngọt bao gồm cá chó, cá pecca, cá thái dương, cá hồi và cá lư; các loại thức ăn nước mặn bao gồm cá rô biển, cá bơn, cá hồi nâu và cá trích.
Loài chim này cần một khoảng cách lớn để lấy động lượng khi cất cánh và trở nên vụng về khi đậu trên mặt đất. Sự vụng về này là do hai chân của nó nằm ở phía sau của thân: đây là lý tưởng cho việc lặn nhưng lại không phù hợp cho việc đi lại. Khi đậu xuống mặt nước, chúng là dọc theo phần bụng để chậm lại, chứ không phải trên các chân, do chúng ở quá xa về phía sau thân. Chúng bơi lội tốt trên mặt nước, lặn khỏe và có thể bay xa hàng trăm kilômét để di trú. Khi bay, cổ của chúng kéo dài ra, hai chân xuôi về phía sau, thường kèm theo tiếng kêu có vê có giai điệu đặc biệt, có thể dùng tiếng kêu này để nhận ra một con chim lặn đang bay.
Chim lặn thường làm tổ trên các hòn đảo, nơi những loài săn mồi thông thường khó có thể tiếp cận chúng. Tuy nhiên, trứng và chim non cũng hay bị mòng biển, quạ, gấu trúc Mỹ, chồn hôi, chồn vizon, cáo, rùa cá sấu và các loài cá lớn ăn thịt. Chim trưởng thành ít khi bị săn bắt, nhưng đôi khi bị rái cá biển (khi trú đông) và ó biển đầu trắng ăn thịt. Ưng biển cũng quấy nhiễu chim lặn, nhưng có lẽ là để cướp thức ăn chứ không phải săn chúng làm mồi. Khi các loài săn mồi đến gần chim lặn hay tổ của chúng, chim lặn đôi khi tấn công những con vật này bằng cách lao tới và cố gắng mổ vào bụng, lưng, cổ hay gáy chúng.

## Bảo tồn
Loài chim này đã biến mất khỏi một số hồ tại miền đông Bắc Mỹ do các tác động của mưa axít và ô nhiễm, cũng như ngộ độc chì từ chì buộc lưới đánh cá và ô nhiễm thủy ngân từ nước thải công nghiệp. Các nền tảng nổi nhân tạo giúp chim lặn làm tổ cũng được tạo ra tại một số hồ để giảm ảnh hưởng của sự thay đổi mực nước từ các hoạt động của con người như tạo đập ngăn nước.
Chim lặn mỏ đen là một trong số các loài mà Hiệp định bảo tồn chim nước Phi-Á Âu (AEWA) được áp dụng.

## Truyền thuyết và biểu tượng
Loài chim lặn này rất nổi tiếng tại Canada, hình ảnh của nó xuất hiện trên đồng tiền xu mệnh giá 1 CAD (loonie) cũng như trong các xê ri trước đây của đồng tiền giấy 20 CAD. Nó cũng là chim biểu tượng của tỉnh Ontario (Canada) và tiểu bang Minnesota (Hoa Kỳ).
Tiếng kêu và bề ngoài của chim lặn mỏ đen làm cho nó trở thành nổi bật trong một số truyện cổ tích của thổ dân Bắc Mỹ. Chúng bao gồm câu chuyện về con chim lặn tạo ra thế giới trong truyệnn kể của người Chippewa; truyện xaga của người Micmac miêu tả Kwee-moo, con chim lặn là sứ giả đặc biệt của Glooscap, vị anh hùng của bộ lạc; các bộ lạc bản xứ tại British Columbia tin rằng khi loài này chim này kêu nhiều thì trời sẽ mưa hay thậm chí là mang lại mưa; và truyện kể về vòng cổ của chim lặn xuất hiện trong nhiều phiên bản cổ tích của các bộ lạc vùng duyên hải Thái Bình Dương ở Bắc Mỹ. Các tên gọi trong truyền thuyết bao gồm chim lặn lớn, chim lặn mỏ đen, chim gọi dông, chim lặn, chim đầu xanh, vịt guinea, chim lặn vòng cổ v.v.
Chim lặn mỏ đen cũng được nhắc tới trong tiểu thuyết dành cho thiếu nhi "Great Northern?" của Arthur Ransome.